# Шалгин
Шалги́н (каз. Шалғын) — село у складі Каратобинського району Західноказахстанської області Казахстану. Входить до складу Коскольського сільського округу.
У радянські часи село називалось Дайиноткель.
Населення — 193 особи (2021; 343 у 2009, 398 у 1999, 357 у 1989).